# Valeriana tunuyanense
Valeriana tunuyanense är en kaprifolväxtart som beskrevs av Méndez. Valeriana tunuyanense ingår i släktet vänderötter, och familjen kaprifolväxter. Inga underarter finns listade i Catalogue of Life.